# Krasnystaw (gmina wiejska)
Krasnystaw – gmina wiejska w województwie lubelskim, w powiecie krasnostawskim. W latach 1975–1998 gmina położona była w województwie chełmskim.
Siedziba gminy to Krasnystaw.
Według danych z 31 grudnia 2006 gminę zamieszkiwały 9172 osoby. Natomiast według danych z 31 grudnia 2017 roku gminę zamieszkiwało 8679 osób.

## Ochrona przyrody
Na obszarze gminy znajduje się rezerwat przyrody Wodny Dół chroniący szczególny krajobraz Wyniosłości Giełczewskiej, w tym rozcięć erozyjnych pokrytych lasem z występującymi rzadkimi i chronionymi roślinami, a także rezerwat przyrody Kurhany-Namule, chroniący krajobraz wraz ze średniowiecznymi kurhanami.

## Struktura powierzchni
Według danych z roku 2005 gmina Krasnystaw ma obszar 150,96 km², w tym:
- użytki rolne: 71%
- użytki leśne: 18%

Gmina stanowi 13,27% powierzchni powiatu.

## Demografia

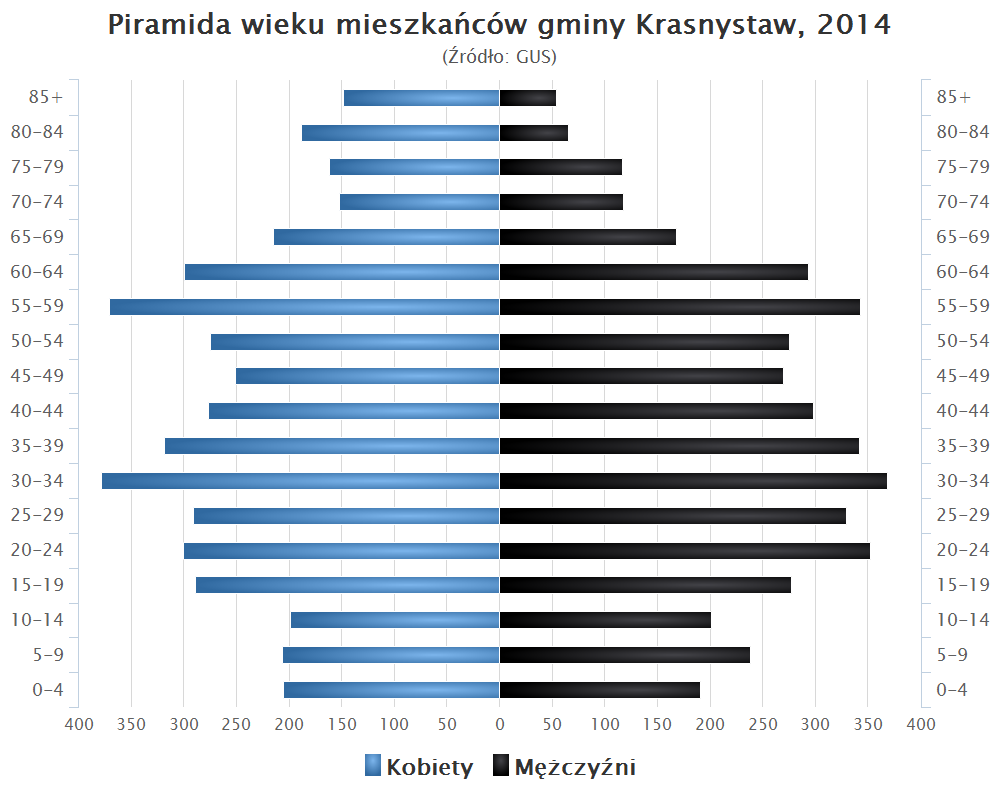
Piramida wieku mieszkańców gminy Krasnystaw w 2014 roku

Dane z 31 grudnia 2006:
| Opis                              | Ogółem | Ogółem | Kobiety | Kobiety | Mężczyźni | Mężczyźni |
| --------------------------------- | ------ | ------ | ------- | ------- | --------- | --------- |
| Jednostka                         | osób   | %      | osób    | %       | osób      | %         |
| Populacja                         | 9172   | 100    | 4634    | 50,5    | 4538      | 49,5      |
| Gęstość zaludnienia [mieszk./km²] | 61     | 61     | 30,6    | 30,6    | 30        | 30        |

## Sołectwa
Białka (w tym Białka PSO i Białka POHZ), Bzite, Czarnoziem, Jaślików, Józefów, Kasjan, Krupe, Krupiec, Krynica, Latyczów, Małochwiej Duży, Małochwiej Mały, Niemienice, Niemienice-Kolonia, Ostrów Krupski, Rońsko, Siennica Nadolna (dwa sołectwa: osobno wieś, a osiedle pracownicze cukrowni Krasnystaw stanowi osobne sołectwo), Stężyca Nadwieprzańska, Stężyca-Kolonia, Stężyca Łęczyńska, Widniówka, Wincentów, Zakręcie, Zastawie-Kolonia, Zażółkiew.
Miejscowości bez statusu sołectwa: Łany, Namule (SIMC 1026674), Namule (SIMC 1026680), Tuligłowy.

## Sąsiednie gminy
Gorzków, Izbica, Krasnystaw (miasto), Kraśniczyn, Łopiennik Górny, Rejowiec, Siennica Różana

## Szlak turystyczny
- szlak turystyczny:  – Szlak Ariański